# Кузебайка
Кузеба́йка (рос. Кузебайка) — річка в Граховському районі Удмуртії, Росія, ліва притока Адамки.
Довжина річки становить 14 км. Бере початок з джерела на південь від колишнього села Козьмодем'янське на Можгинської височини, впадає до Адамки на території села Грахово.
На річці розташовані села Порим (а саме північна частина — колишнє село Кузебаєво) та Грахово. В Поримі збудовано автомобільний міст.
За даними Федерального агентства водних ресурсів річка має такі дані:
- Код річки в державному водному реєстрі — 10010300612111100040615
- Код по гідрологічній вивченості — 111104061
- Код басейну — 10.01.03.006